# Bananenbrood

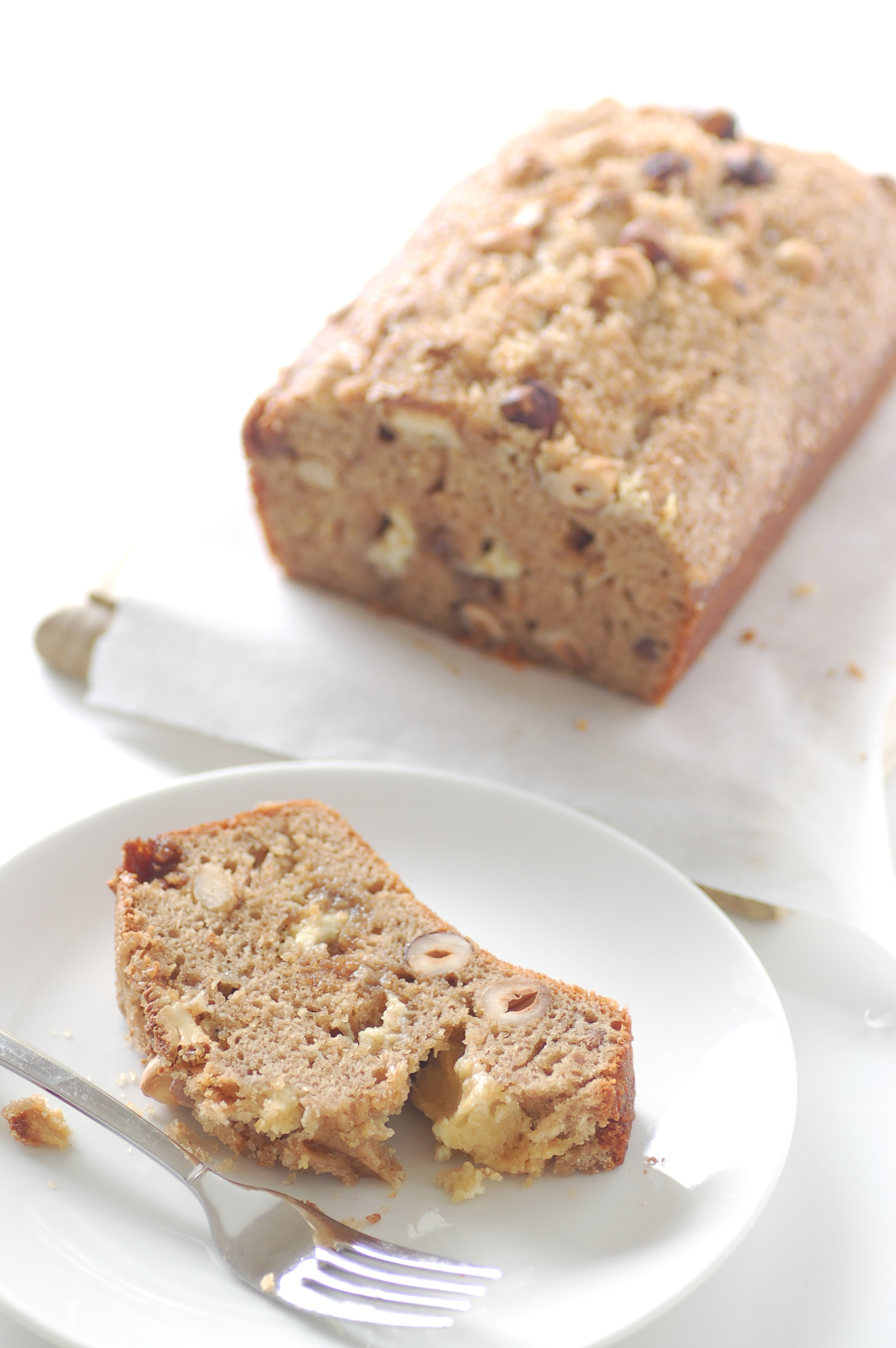
Bananenbrood gemaakt van onrijpe bananen en melasse

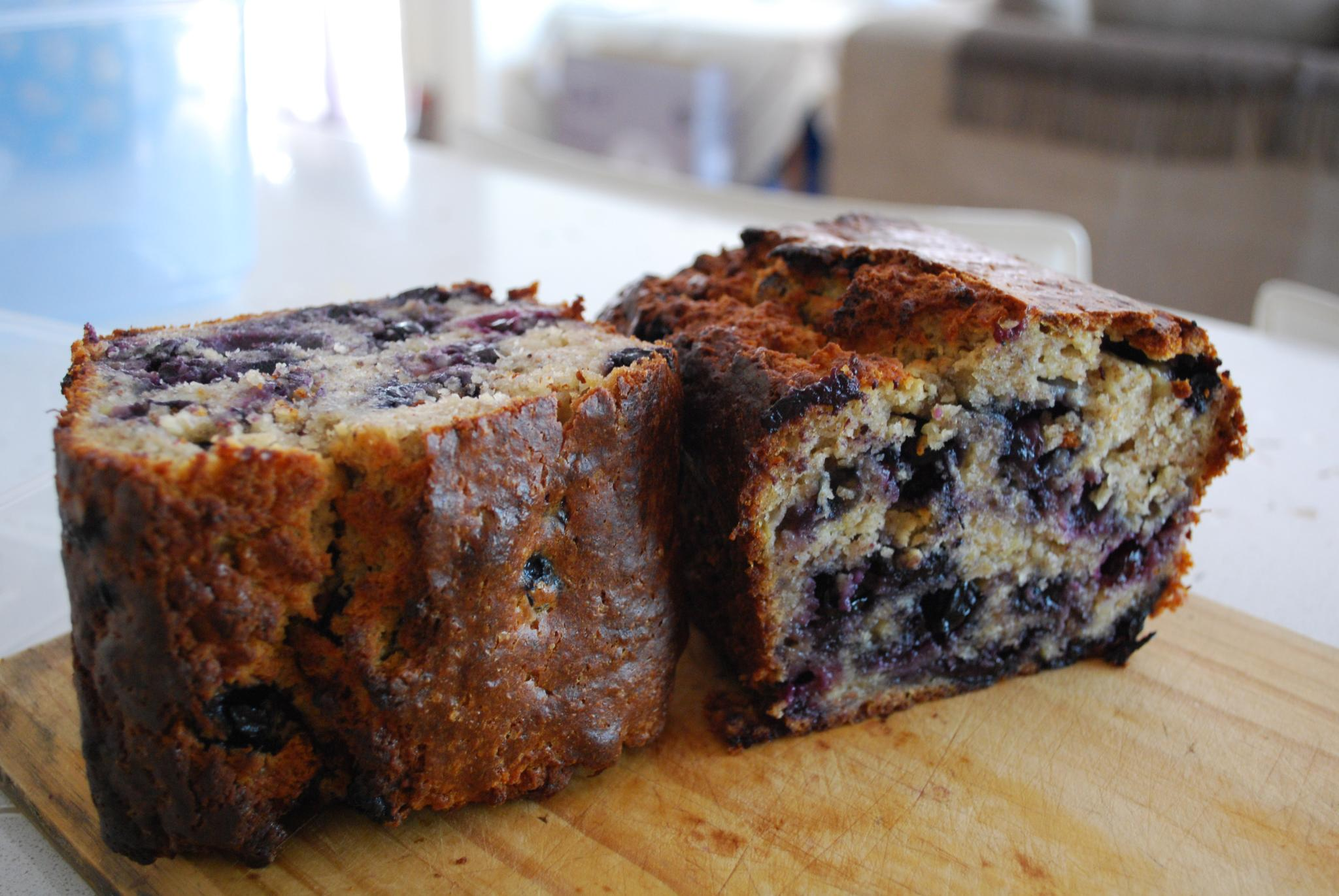
Bosbessen-bananenbrood

Bananenbrood is een type brood dat bereid wordt uit gestampte bananen, tarwe, water en suiker. Het is meestal een ietwat vochtig, zoet en cakeachtig brood dat zonder gist of ander rijsmiddel wordt gebakken, hoewel er ook enkele recepten zijn voor gerezen bananenbrood.

## Geschiedenis
Bananen werden in de jaren 1870 geïntroduceerd in de Verenigde Staten, waarna het enige tijd duurde voordat deze vrucht werd verwerkt in nagerechten. Bananenbrood vond ingang in de Amerikaanse kookboeken ten tijde van de opkomst van bakpoeder in de jaren 1930. Het recept verscheen in het kookboek Balanced Recipes van Pillsbury Company uit 1933. Toen bananenbrood in 1950 werd opgenomen in het originele Chiquita Banana's Recipe Book raakte het wijdverbreid. Sommige voedingshistorici stellen dat bananenbrood een bijproduct was van de Grote Depressie, doordat huisvrouwen vanwege de schaarste geen overrijpe bananen wilden weggooien. Er wordt echter ook beweerd dat het moderne bananenbrood werd ontwikkeld in bedrijfskeukens met als doel het promoten van bakpoederproducten. Een combinatie van deze twee theorieën is eveneens mogelijk, namelijk dat bananenbrood is ontwikkeld in bedrijfskeukens en tegelijkertijd werd vermarkt als methode om overrijpe bananen te benutten.
De Nationale Bananenbrooddag (National Banana Bread day) in de Verenigde Staten is op 23 februari.

## Variaties
- Normaal bananenbrood
- Bananenrozijnenbrood
- Bananennotenbrood – Gesneden noten, veelal walnoten of pecannoten, worden toegevoegd aan het recept
- Chocoladebananenbrood
- Bananenbroodmuffins
- Veganistisch bananenbrood, zonder zuivel en eieren